# 라 페세타역
라 페세타 역(스페인어: La Peseta)은 마드리드 지하철 11호선의 역이다. 마드리드 카라반첼 구의 라 페세다 대로에 위치해 있다. 요금구역상으로는 A구역에 속한다.

## 역사
2006년 12월 18일 11호선의 연장구간 개통과 함께 문을 열었으며 한동안 시종착역이 되었다. 이후 2010년 10월에 라 포르투나 역까지 한차례 연장되면서 일반역이 되었다.

## 환승 정보
역 주변에 버스 정류장이 세 곳 있다.
버스
- 시내버스
  - 35, 118, 155번 노선 (주간)
  - N16, N17번 노선 (야간)

지하철
| 마드리드 지하철               | 마드리드 지하철        | 마드리드 지하철 |
| ----------------------------- | ---------------------- | --------------- |
| 카라반첼 알토 플라사 엘립티카 | 마드리드 지하철 11호선 | 라 포르투나     |